# Iota de la Verge
Iota de la Verge (ι Virginis) és un estel binari a la constel·lació de la Verge de magnitud aparent +4,10. El nom del seu component principal, Syrma, prové del grec Surma, utilitzat per l'astrònom Claudi Ptolemeu per designar aquest estel situat a la cua de la toga de la verge. Al costat de κ Virginis i φ Virginis, Syrma apareix esmentada en la primera traducció àrab del Syntaxis amb el nom d'h-imar, «faldilla». Els tres estels formaven la tretzena mansió lunar àrab denominada Al Ghafr, «la coberta».
Syrma és una subgegant groga de tipus espectral F7IV amb una temperatura efectiva d'aproximadament 6115 K. Amb una lluminositat 9 vegades major que la del Sol, la mesura del seu diàmetre angular —1,13 mil·lisegons d'arc— dona com a resultat un diàmetre 3,4 vegades més gran que el solar, confirmant el seu estatus de subgegant. Giravolta sobre si mateixa amb una velocitat de rotació projectada de 15 km/s, completant una volta en menys de 7,71 dies. Posseeix activitat magnètica i té una calenta corona exterior —no gaire diferent de la qual té el Sol— la temperatura del qual s'estima entre 2 i 8 milions K.
Syrma posseeix una metal·licitat inferior a la del Sol, amb una abundància relativa de ferro equivalent al 78% de la solar. Té una massa de 1,5 masses solars i la seva edat s'estima en uns 2500 milions d'anys. Sembla ser lleugerament variable amb una fluctuació en la seva lluentor de 0,05 magnituds amb un període, si bé és desconegut, que pot ser de l'ordre d'un dia, en la línia de les variables Gamma Doradus. S'hi troba a 69,8 anys llum del Sistema Solar.